# Млынок (Барановичский район)
Млыно́к (бел. Млынок) — деревня в Барановичском районе Брестской области Беларуси. Входит в состав Малаховецкого сельсовета. Население — 19 человек (2019).
Название образовано от слова млын — мельница.

## География
Деревня расположена в 12,5 км (14 км по автодорогам) к югу от центра Барановичей, на расстоянии 2 км (2,5 км по автодорогам) к югу от центра сельсовета, агрогородка Мирный, на автодороге Н-274 «Барановичи — Утёс». К западу от деревни находится устье реки Мутвица, левого притока реки Мышанка.

## История
По переписи 1897 года — деревня Ястрембельской волости Новогрудского уезда Минской губернии, 34 двора. В 1909 году — 38 дворов.
После Рижского мирного договора 1921 года — в составе гмины Ястрембель Барановичского повета Новогрудского воеводства межвоенной Польши. По переписи 1921 года в ней числилось 34 жилых здания, в которых проживало 209 человек (101 мужчина, 108 женщин), из них 200 поляков и 9 белорусов (по вероисповеданию — 179 римских католиков, 21 православный и 9 иудеев).
С 1939 года в составе БССР, с 15 января 1940 года в Новомышском районе Барановичской, с 8 января 1954 года Брестской областей, 8 апреля 1957 года район переименован в Барановичский.
С конца июня 1941 года до июля 1944 года была оккупирована немецко-фашистскими захватчиками.
В советское время в лесу к югу от деревни находилась военная база, где имелось ядерное оружие для барановичской авиабазы. Ныне бункеры пустуют, а постройки разобраны на кирпичи.

## Население
| Численность населения (по переписи) | Численность населения (по переписи) | Численность населения (по переписи) | Численность населения (по переписи) | Численность населения (по переписи) | Численность населения (по переписи) | Численность населения (по переписи) | Численность населения (по переписи) | Численность населения (по переписи) |
| 1897                                | 1909                                | 1921                                | 1939                                | 1959                                | 1970                                | 1999                                | 2009                                | 2019                                |
| ----------------------------------- | ----------------------------------- | ----------------------------------- | ----------------------------------- | ----------------------------------- | ----------------------------------- | ----------------------------------- | ----------------------------------- | ----------------------------------- |
| 195                                 | ↗206                                | ↗209                                | ↗248                                | ↘201                                | ↘159                                | ↘53                                 | ↘35                                 | ↘19                                 |

## Инфраструктура
Есть кладбище, до недавнего времени действовал магазин.